# Kunrat von Hammerstein
Kunrat von Hammerstein-Equord, né le 14 juin 1918 à Berlin et mort le 13 juin 2007, est un aristocrate allemand fils du général Kurt von Hammerstein, dit le général rouge, mémorialiste proche des opposants au national-socialisme.

## Biographie
Kunrat von Hammerstein est le quatrième des sept enfants du général Kurt von Hammerstein et de son épouse, née baronne Maria von Lüttwitz (1886-1970). Il étudie au lycée Bismarck de Berlin et il passe une année scolaire en 1937 pour parfaire son anglais en Californie chez l'attaché militaire, le colonel Wuest. Il devient ensuite Fahnenjunker (c'est-à-dire sous-officier) dans le 14e régiment de cavalerie. Il passe en 1939 à l'École de guerre de Dresde afin de devenir officier. Il est à la 5e Panzerdivision au début de la guerre pendant la campagne de Pologne et, en 1940, il est sur le front occidental. Il est décoré à cette époque de la croix de fer de 2e, puis de 1re classe. Il est sérieusement blessé et il est momentanément réformé. Il en profite pour suivre des études de Droit à Berlin, Leipzig et Bonn. Rappelé, il fait partie des instructeurs des troupes rapides de Krampnitz, près de Potsdam.
Il fait partie d'une famille opposée à l'idéologie officielle: son père est écarté de l'armée d'active, sa sœur Maria-Therese et son frère Ludwig s'approchent des milieux préparant l'attentat contre Hitler. La famille a des liens d'amitié proches avec Carl Goerdeler, Philipp von Boeselager, Ewald von Kleist, Axel von dem Bussche, Fabian von Schlabrendorff, et avec les familles du comte Wilhelm zu Lynar, pendu en septembre 1944 après l'attentat; du comte Carl-Hans von Hardenberg enfermé à Sachsenhausen et libéré la veille de son exécution par les forces de l'Armée rouge; d'Ulrich von Hassell, pendu en septembre 1944; du général von Falkenhausen, etc.
Sa mère et d'autres membres de la famille sont arrêtés après l'attentat de juillet 1944 et envoyés à Buchenwald ou à la prison de Ratisbonne. Kunrat von Hammerstein fuit en Rhénanie, où il va de cache en cache jusqu'à la fin de la guerre. Il réussit aussi à mettre en lieu sûr, au Danemark, son Journal et le récit de ses aventures entre 1942 et 1944 qui formeront la base de son ouvrage publié en 1963, Spähtrupp (« La Patrouille »).
Il travaille à partir de 1953 pour la compagnie de sidérurgie Otto-Wolff AG, et prend sa retraite à Bonn en 1983.